# Noah Cyrus
Noah Lindsey Cyrus (ur. 8 stycznia 2000  w Nashville) – amerykańska aktorka i piosenkarka.

## Życiorys

### Wczesne lata
Cyrus urodziła się 8 stycznia 2000 roku w Nashville, w stanie Tennessee, jako córka Leticii Finley oraz piosenkarza country Billy’ego Raya Cyrusa. Najmłodsza z piątki rodzeństwa (jest siostrą Miley Cyrus, Trace’a Cyrusa, Braisona Cyrusa i Brandi Cyrus). Mieszka z rodziną w Los Angeles. Od najmłodszych lat interesowała się aktorstwem oraz muzyką.

### Kariera
Cyrus zagrała pierwszą rolę w wieku 3 lat jako Gracie Hebert w sześciu epizodach serialu telewizyjnego Doc. Później grała drobne role w serialu Hannah Montana (w którym grała jej siostra Miley oraz ich ojciec). Pojawiła się również w kilku reklamach telewizyjnych oraz w teledysku swojego ojca do piosenki „Face of God”.

## Filmografia
- 2003–2004: Doc (6 odcinków)
- 2006–2010: Hannah Montana (6 odcinków)
- 2008: Ponyo (głos)
- 2008: Mostly Ghostly: Who Let the Ghosts Out?
- 2010: Barbie: The Movie
- 2019: American Horror Stories jako Connie[1]

## Dyskografia

### Albumy studyjne
- NC-17 (2018)

### Single
- 2016 – „Make Me (Cry)” (gościnnie: Labrinth)
- 2017 – „Stay Together”
- 2017 – „I’m Stuck”
- 2017 – „Again” (gościnnie: XXXTentacion) – złota płyta w Polsce[2]
- 2017 – „My Way” (oraz One Bit)
- 2018 – „We Are...” (gościnnie: MØ)
- 2018 – „Team”
- 2018 – „Lately” (gościnnie: Tanner Alexander)
- 2018 – „Live or Die” (oraz Lil Xan)
- 2018 – „Mad at You” (oraz: Gallant)
- 2019 – „July” – platynowa płyta w Polsce[3]

### Single promocyjne
- 2017 – „Almost Famous”
- 2017 – „It’s Beginning to Look a Lot Like Christmas”

### Z gościnnym udziałem
- 2017 – „Chasing Colors” (Marshmello i Ookay, gościnnie: Noah Cyrus)
- 2017 – „All Falls Down” (Alan Walker, gościnne: Noah Cyrus i Digital Farm Animals)
- 2017 – „Slow” (Matoma, gościnnie: Noah Cyrus)
- 2019 - „Ecstasy” (XXXTentacion, gościnnie: Noah Cyrus)
- 2021 – „Easy” (Demi Lovato, gościnnie: Noah Cyrus)